# Comuna Valea Seacă, Bacău
Valea Seacă este o comună în județul Bacău, Moldova, România, formată din satele Cucova și Valea Seacă (reședința). Se află în sudul județului, iar numele său este legat de cel al văii pârâului din satul de reședință.
Comuna – a cărei activitate economică principală este reprezentată de agricultură – este situată în aria de influență a municipiului Bacău, pe axele de transport rutier a DN2 și feroviar a magistralei feroviare 500.
Situată într-un spațiu geografic suprapus spre vest peste marginea zonei externe a Subcarpaților Orientali și spre est pe culoarul Siretului, a fost vatră de locuire încă din neolitic. O parte dintre oamenii locului au fost împământeniți aici ca răzeși de Ștefan cel Mare, o altă parte fiind la origine refugiați transilvăneni. Majoritatea locuitorilor sunt români ortodocși.

## Etimologie și toponimie

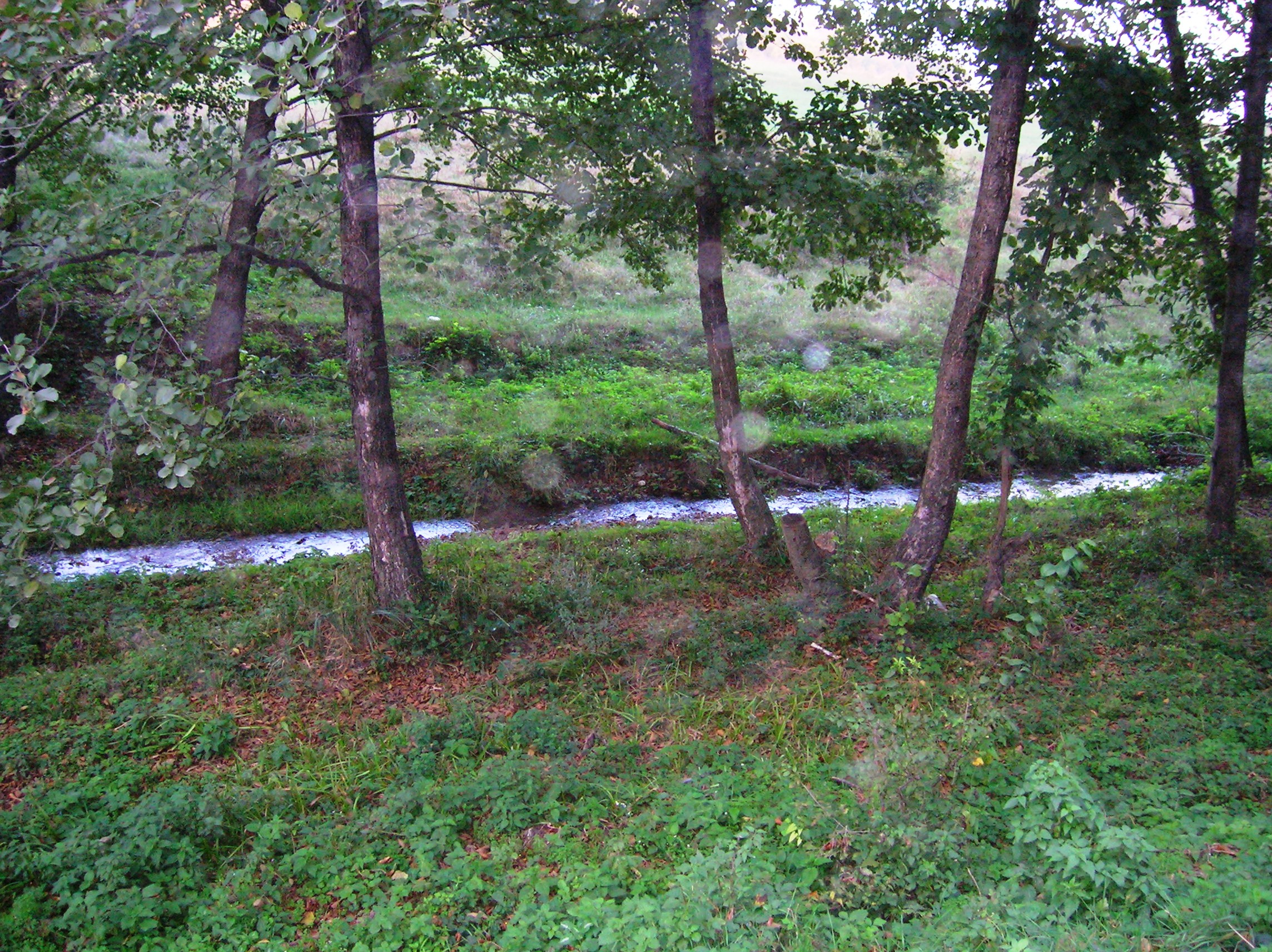
Pârâul Valea Seacă – mic afluent al Siretului ce traversează comuna

Numele comunei vine de la valea pârâului din satul de reședință, adeseori lipsită de apă în comparație cu văile vecine. Despre toponimul Mândrișca circulă mai multe explicații: O legendă locală susține că după lupta de la Războieni, Ștefan cel Mare, numind mai multe locuri din zonă după numele celor șapte feciori ai Vrâncioaiei, a dat locului numele unuia dintre aceștia – Mândru (numele altuia – Sascu a fost dat satului Sascut, cel al lui Cucu – satului Cucova, cel al lui Scurtu – satului Scurta etc.). O explicație mai prozaică asociază toponimul cu numele unei hangițe – Mândra, al cărei han ar fi fost situat în zonă pe traseul actualului DN2.

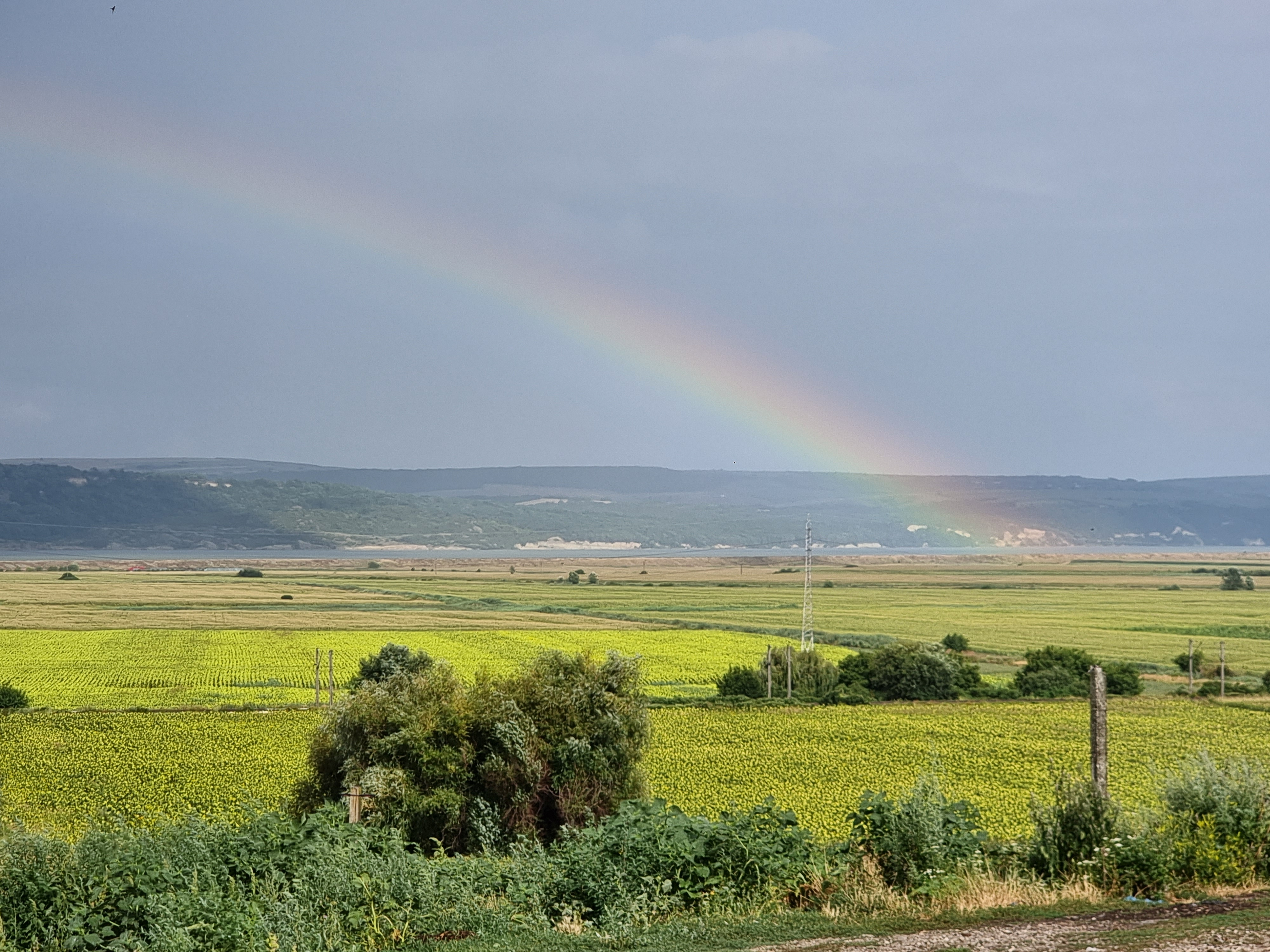
Lacul Bereşti și Magistrala CFR 500 – perspectivă spre Colinele Tutovei.

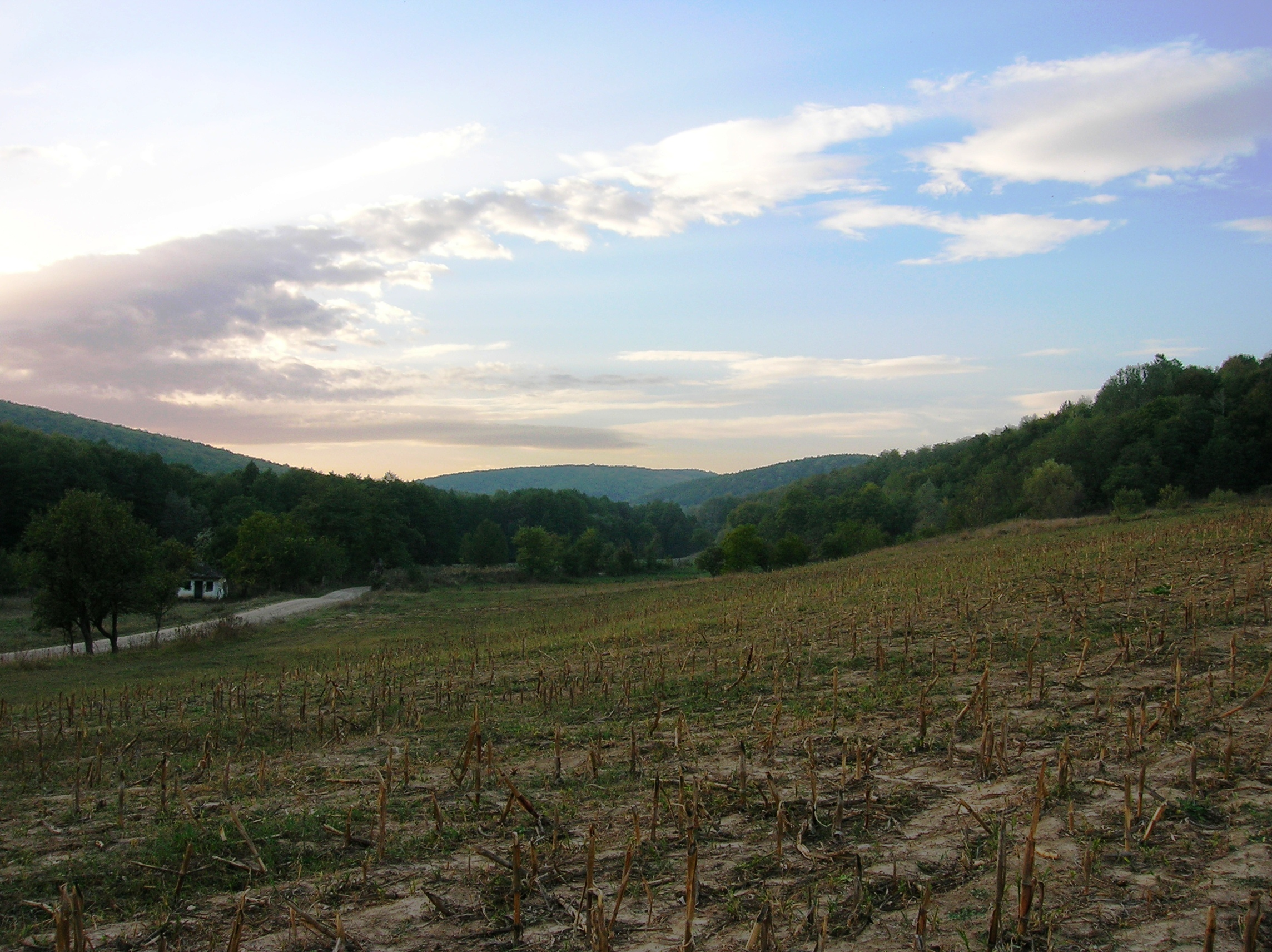
Valea Văii Seci spre cumpăna apelor – prin Piemontul Orbenilor

## Date geografice

### Așezare
Comuna se află în sudul județului pe malul drept al Siretului în dreptul acumulării hidroenergetice de la Berești, unde râul primește afluenții Cucova și Valea Seacă și se întinde în zona colinelor precarpatice. Este traversată de șoseaua națională DN2, care leagă Bacăul de Focșani. La Valea Seacă, din acest drum se ramifică șoseaua județeană DJ119D, care duce spre nord la Orbeni și Parava. Prin comună trece și calea ferată Adjud–Bacău, pe care însă nu este deservită de nicio stație, cea mai apropiată fiind Orbeni.
Geografic comuna se află în zona de influență a municipiului Bacău. Vecinii comunei sunt la nord comuna Orbeni, la est comuna Corbasca – de care este delimitată de Siret, la sud comuna Sascut și la vest comuna Ștefan cel Mare.
Satul Valea Seacă este așezat de-o parte și de alta a drumului principal pornit de la pădure spre DN2, cu puține ulițe laterale în raport cu lungimea sa care depășește (pe direcția est-vest) 10 km. Satul Cucova se află la nord de Valea Seacă. Cătunul Mândrișca (fost sat)  are extremitatea estica de-a lungul DN2 pe o lungime de cca. 1 km, cea mai mare parte fiind dispus la vest de DN2 pe o lungime de aproximativ 2 km în lungul DJ 119D. Satul Cucova se află la nord de Valea Seacă. În partea de sud se află cătunul Pălămida (fost sat) - locuit în principal de locuitori de etnici romi.

### Geologie și geomorfologie
Cuvertura sedimentară, care către suprafață conține depozite cuaternare din nisipuri, pietrișuri, argile, nisipuri argiloase, loessuri și depozite loessoide, este suprapusă unui soclu cristalin. Grosimea depozitelor cuaternare depășește câteva sute de m, ca efect al intensității deosebite a mișcărilor negative din această perioadă geologică.
Fundamentul cuverturii (format în Meoțian) este constituit de molasa pericarpatică, ce cuprinde argile și nisipuri sedimentate în alternanță – uneori cu orizonturi de gresii și cinerite. Deasupra se află depozite aluvionare și eoliene din Pleistocenul mediu și superior. În sectoarele de văi, depozitele aluvionare au la bază pietrișuri mărunte și se continuă cu nisipuri și prafuri argiloase nisipoase cu grosimea de 3 până la 8 m. Structurile lenticulare de nisipuri și pietrișuri din glacisurile piemontane favorizează acumulări semnificative de ape subterane, cu valoare calitativă înaltă. Pe dealuri se găsesc depozite eoliene și deluviale constituite din argile de pantă nisipoase–prăfoase rezultate ca efect al alterării formațiunilor meoțiene. Solul– vegetal, este originar din Holocen și are grosimea variabilă în funcție de condițiile locale.
Din punct de vedere geomorfologic, în partea de vest comuna se află pe marginea zonei externe a Subcarpaților Orientali, iar în partea de est pe culoarul Siretului. În raport cu DN2 este situată la aproximativ 18 km de Adjud și aproximativ 38 km de Bacău, de-a lungul unor văi descendente care pornesc de pe versantul de est al Piemontului Orbenilor (sau Pănceștilor), prelungire sud-estică a Culmii Pietricica. Platoul situat în jumătatea vestică a teritoriului comunei este întins și neted, lipsind elemente geomorfologice semnificative de tipul unor alunecări de teren superficiale și de adâncime. Spre exterior, piemontul este continuat de trene de glacis care reduc din denivelările față de Culoarul Siretului. Văile coboară acoperind zona de tranziție dintre culme și culoarul Siretului, precum și terasele corespondente și lunca de pe dreapta acestuia.
Relieful din punct de vedere altitudinal, variază spre est de la cota 108 m în albia majoră a Siretului până spre vestic la altitudinea maximă de 609,60 m. Astfel,dinspre vest spre est se înșiră piscurile Cineparia (609,6 m), Bobeica (596,2 m), Nichituș (491,8 m), Stinei (459,00 m), respectiv dealurile Valea Seacă (414 m), Cucova (360,8 m), Făurelului (312,7 m), Furduiasa (186,7 m), Carpenului (185,6 m)

### Hidrografie, date climatice
Teritoriul comunei aparține bazinului hidrografic al râului Siret, care râu constituie principalul element hidrografic al teritoriului, pâraile Valea Seacă și Cucova fiind afluenți de dreapta ai acestuia. Există și văi care au apă sezonier sau numai în condiții de precipitații bogate. Poziția albiei Văii Seci face ca în urma ploilor abundente să se producă revărsări sau inundații.
În lunci, adâncimea medie a pânzei de apă freatică este de 1–2 m, iar în zona de platou de 10-11 până la 14 m.
Comuna se încadrează în regiunea biogeografică de tip continental. Climatul zonei, date fiind situarea în zona culoarului de vale și a luncii Siretului, precum și dispunerea reliefului în trepte altitudinale paralele pe direcția generală nord-sud, este unul caracterizat de fenomene de arșiță și uscăciune, temperaturi ridicate în timpul verii (specific continental cu accente excesive), viteze ridicate ale vântului, viscole și înzăpeziri frecvente în timpul iernii. Apariția fenomenului de foehn, are ca și consecință creșterea rapidă a temperaturii și scăderea umidității aerului, drept care precipitațiile au o frecvență redusă și variația amplitudinii coordonatelor termice este redusă. Vara ploile sunt în aversă și de scurtă durată. În timpul iernii – caracterizată de ninsori reduse cantitativ, își face simțită prezența Crivățul. Zăpada nu durează decât până în prima decadă a lunii martie. Circulația atmosferică dominantă este dinspre N, NE și E, având un grad accentuat de continentalism.

### Biodiversitate
Vegetația spontană se încadrează zonei de stepă (în zona de luncă a Siretului) și de silvostepă, precum și etajului pădurilor de foioase (subetajul pădurilor de gorun și de amestec). Dacă în partea vestică a comunei, pădurile acoperă dealurile, în partea estică dealurile sunt cultivate cu vii ale localnicilor. Vegetația de luncă s-a păstrat în mică măsură.
Fauna terestră este reprezentată de specii caracteristice habitatelor din zonelor colinare.
În estul comunei se află o mică suprafață (9 %) a sitului Natura 2000 (ROSPA0063) „Lacurile de acumulare Buhuși, Bacău, Berești”, arie de protecție specială avifaunistică.

### Elemente de urbanism
Cele două localități ale comunei sunt tipice zonelor de deal cu un aspect liniar. Gospodăriile sunt dispuse de-a lungul văilor, mai ales de-a lungul Văii Seci.

## Demografie
Componența etnică a comunei Valea Seacă
     Români (50,17%)
     Romi (37,27%)
     Alte etnii (0%)
     Necunoscută (12,56%)
Componența confesională a comunei Valea Seacă
     Ortodocși (69,63%)
     Penticostali (16,53%)
     Creștini de rit vechi (1,13%)
     Alte religii (0,08%)
     Necunoscută (12,64%)
Conform recensământului efectuat în 2021, populația comunei Valea Seacă se ridică la 3.727 de locuitori, în scădere față de recensământul anterior din 2011, când fuseseră înregistrați 3.867 de locuitori. Majoritatea locuitorilor sunt români (50,17%), cu o minoritate de romi (37,27%), iar pentru 12,56% nu se cunoaște apartenența etnică. Din punct de vedere confesional, majoritatea locuitorilor sunt ortodocși (69,63%), cu minorități de penticostali (16,53%) și creștini de rit vechi (1,13%), iar pentru 12,64% nu se cunoaște apartenența confesională.
84,36 % din locuitorii comunei sunt situați în satul de reședință.

## Politică și administrație
Comuna Valea Seacă este administrată de un primar și un consiliu local compus din 13 consilieri. Primarul, Ion Pravăț[*], de la Partidul Social Democrat, este în funcție din 2016. Începând cu alegerile locale din 2024, consiliul local are următoarea componență pe partide politice:
|  | Partid                          | Consilieri | Componența Consiliului | Componența Consiliului | Componența Consiliului | Componența Consiliului | Componența Consiliului | Componența Consiliului | Componența Consiliului | Componența Consiliului |
|  | ------------------------------- | ---------- | ---------------------- | ---------------------- | ---------------------- | ---------------------- | ---------------------- | ---------------------- | ---------------------- | ---------------------- |
|  | Partidul Social Democrat        | 8          |                        |                        |                        |                        |                        |                        |                        |                        |
|  | Partidul Național Liberal       | 2          |                        |                        |                        |                        |                        |                        |                        |                        |
|  | Partida Romilor „Pro Europa”    | 1          |                        |                        |                        |                        |                        |                        |                        |                        |
|  | Alianța pentru Unirea Românilor | 1          |                        |                        |                        |                        |                        |                        |                        |                        |
|  | Cioroabă Vasile                 | 1          |                        |                        |                        |                        |                        |                        |                        |                        |

## Istoric
Comuna este atestată documentar din anul 1831.
Datorita condițiilor favorabile existente aici, zona a fost locuită din neolitic. Locul unde au fost descoperite vestigiile neolitice se numește „Țitelca” și este o ridicătură de pământ naturală de dimensiuni reduse situată între șoseaua E85 și firului de apă al Siretului. În timp această primă așezare a devenit neîncăpătoare și vatra s-a mutat către nord aproximativ 500 m pe un teren plat mai încăpător, care astăzi poartă numele de „Țintirim”. În preajma anului 1500 tătarii în urma unei năvăliri au ajuns cu jaful pană la Țintirim, iar locuitorii de aici s-au retras în păduri pe valea pârâului Valea Seacă, unde au și rămas. Ulterior oamenii locului – excepție cei din satul Mândrișca – au fost împământeniți aici de Ștefan cel Mare în hotarele ținutului „Buciumeni”, noua vatră cât și răzășia moștenită fiind dăruite drept semn de prețuire pentru actele de vitejie. Acestea au fost vădite în lupta dată si câștigată de moldoveni la poalele codrului lui Făurel, când năvălitorii au fost învinși de locuitorii satelor din zona puși sub comanda lui Făurel Boghină - staroste al plaiului.

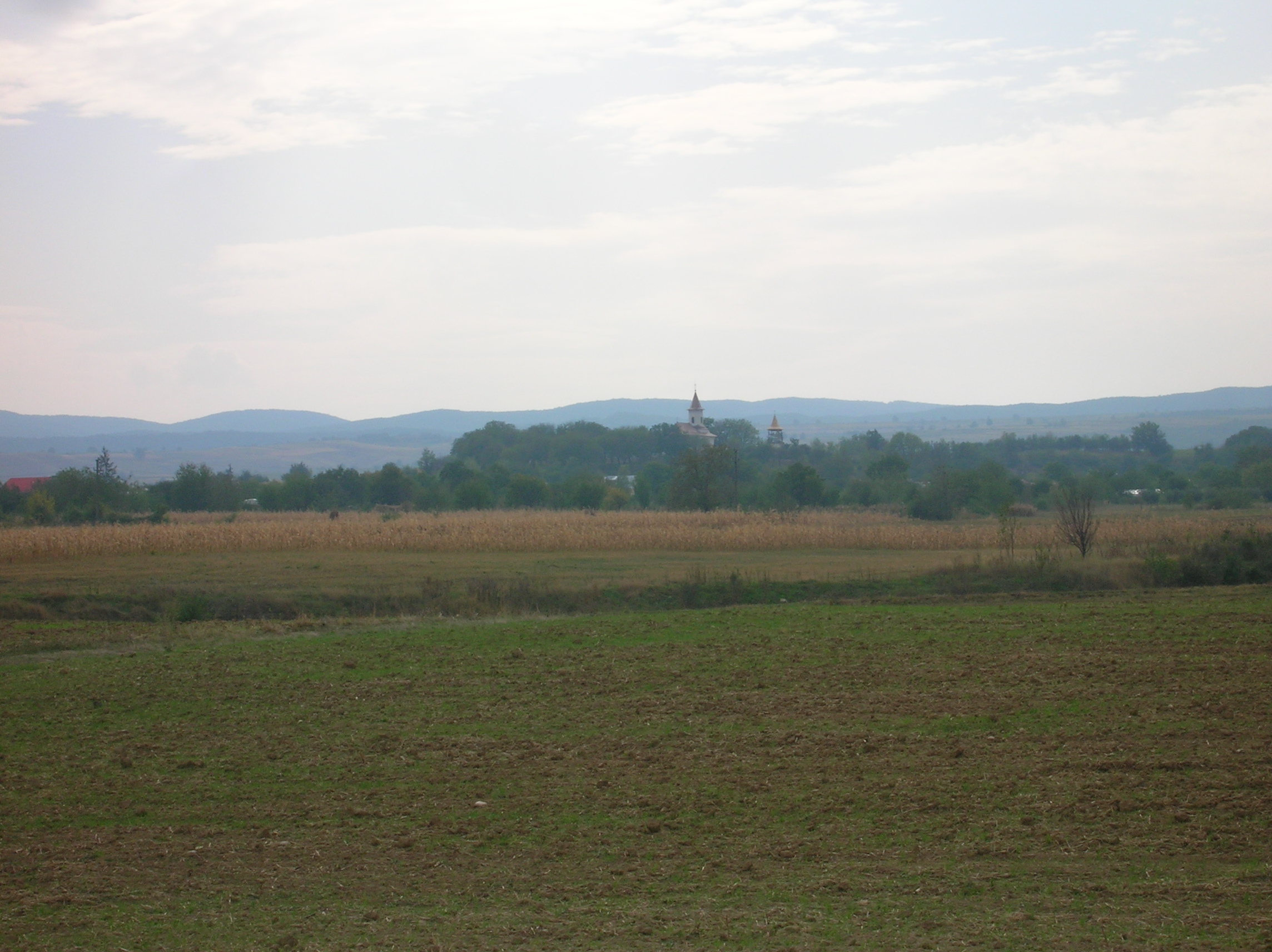
Satul Mândrișca - Spre Biserica Sfântul Ierarh Nicolae de pe DN2

Satul Mândrișca a fost întemeiat relativ recent pe la mijlocul secolului al XVIII-lea, de un grup de refugiați proveniți Transilvania.
La sfârșitul secolului al XIX-lea, pe teritoriul actual al comunei funcționau, în plasa Răcăciuni a județului Putna, comunele Cucova, Mândrișca și Valea Seacă, fiecare formată doar din satul de reședință. Comuna Cucova avea 658 de locuitori ce trăiau în 177 de case, și o biserică, iar comuna Mândrișca avea 447 de locuitori, patru mori de apă și o biserică.
Anuarul Socec din 1925 consemnează comunele în plasa Trotuș a aceluiași județ. Comuna Cucova avea în unicul ei sat 711 locuitori, comuna Mândrișca —847, iar comuna Valea Seacă — 2000. În 1925, comuna Cucova a fost desființată, satul Cucova trecând la comuna Valea Seacă; iar comuna Mândrișca a fost diferențiată în satele Mândrișca, Pălămida, Șoseaua Națională și Târgușor.
În 1950, comunele Mândrișca și Valea Seacă au trecut în administrarea raionului Adjud din regiunea Putna, apoi (după 1952) din regiunea Bârlad și (după 1956) din regiunea Bacău, iar în timp comuna Mândrișca a fost și ea desființată și inclusă în comuna Valea Seacă, satele Târgușor și Șoseaua Națională fiind și ele comasate cu satul Mândrișca. În 1968, comuna Valea Seacă a trecut la județul Bacău; tot atunci, satele Mândrișca și Pălămida au fost desființate și comasate cu satul Valea Seacă.

## Căi de comunicație

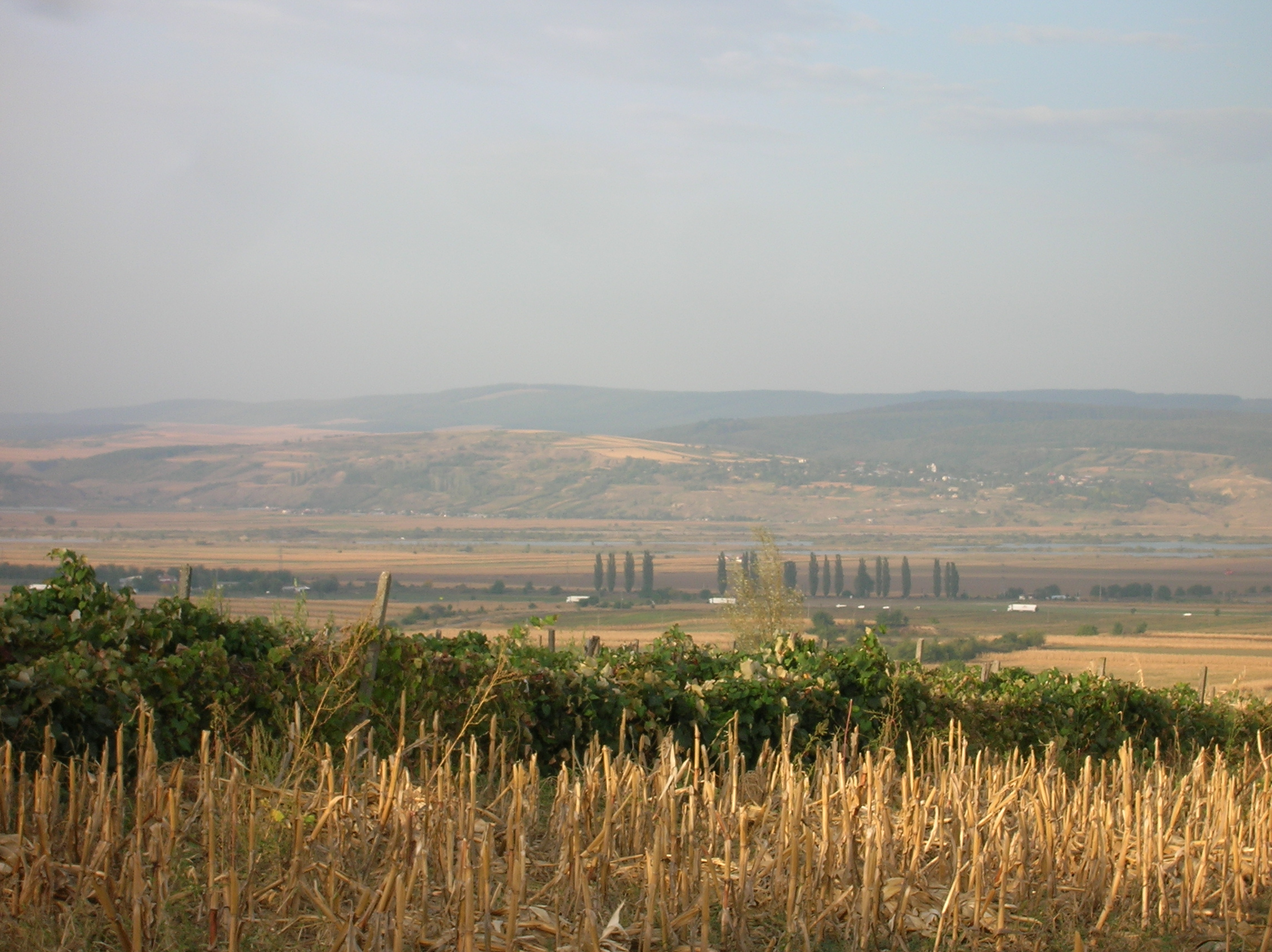
Perspectivă spre DN2 și Culoarul Siretului de pe dealul unde este Biserica Adormirea Maicii Domnului

Comuna este traversată pe axa NNE-SSV de DN2 (E85) și de Magistrala CFR 500 București-Suceava. Pe axa est-vest inițial și apoi spre nord, este deservită de DJ 119D: DN 2 (Km 247 + 323)-Valea Seaca-Cucova-Orbeni-Drăgușani-Parava (DJ 206B), asfaltat
În continuarea porțiunii DJ119D aflată în satul Valea Seacă, se află DC107 asfaltat. La intersecția DN2 – DJ119D există o stație de carburant.
Cele mai apropiate stații CFR sunt Orbeni și Sascut.

## Activități economice
Activitatea economică principală este reprezentată de agricultură. Din suprafața administrativă a comunei, 52,30 % este reprezentată de terenul agricol. Cea mai mare pondere la nivelul acestuia o au terenurile arabile, restul fiind reprezentat de pășuni, fânețe, vii și livezi. Solurile sunt de tip luvisoluri. Principalele culturi agricole practicate sunt: cerealiere (păioase + porumb), cartoful, legumele și leguminoasele, plantele tehnice (rapiță), floarea soarelui . Existența în depozitele de suprafață a cineritele determină ca terenul agricol să fie favorabil viței de vie Viticultura se practică pentru autoconsum.
Majoritatea agricultorilor au o situație financiară modestă, precum și gospodării cu o înzestrare tehnologică relativ modestă și orientată spre utilaje cu grad de tehnicitate redus. Acestea determină practicarea unei agriculturi primitive și o activitate orientată spre autoconsum și subzistență. Structura proprietății funciare este foarte fragmentată.
Creșterea animalelor – practicată pentru autoconsum, se realizează atât în sistem privat individual cât și în sistem asociativ, fiind asociată cu activități de prelucrare a materiilor prime animaliere.
Din terenul neagricol, ponderea cea mai mare o au pădurile (62,82 %). Exploatarea și prelucrarea lemnului se desfășoară în sistem privat.
Sectorul terțiar este slab dezvoltat în comună. Puțini locuitori lucrează în comerț sau servicii. Există reprezentate de câteva magazine sătești și unele unități social-culturale de strictă necesitate.
Succesiv scăderii activității industriale din centrele urbane și a efectului reformei economice, o parte din populația activă s-a întors în localitate.

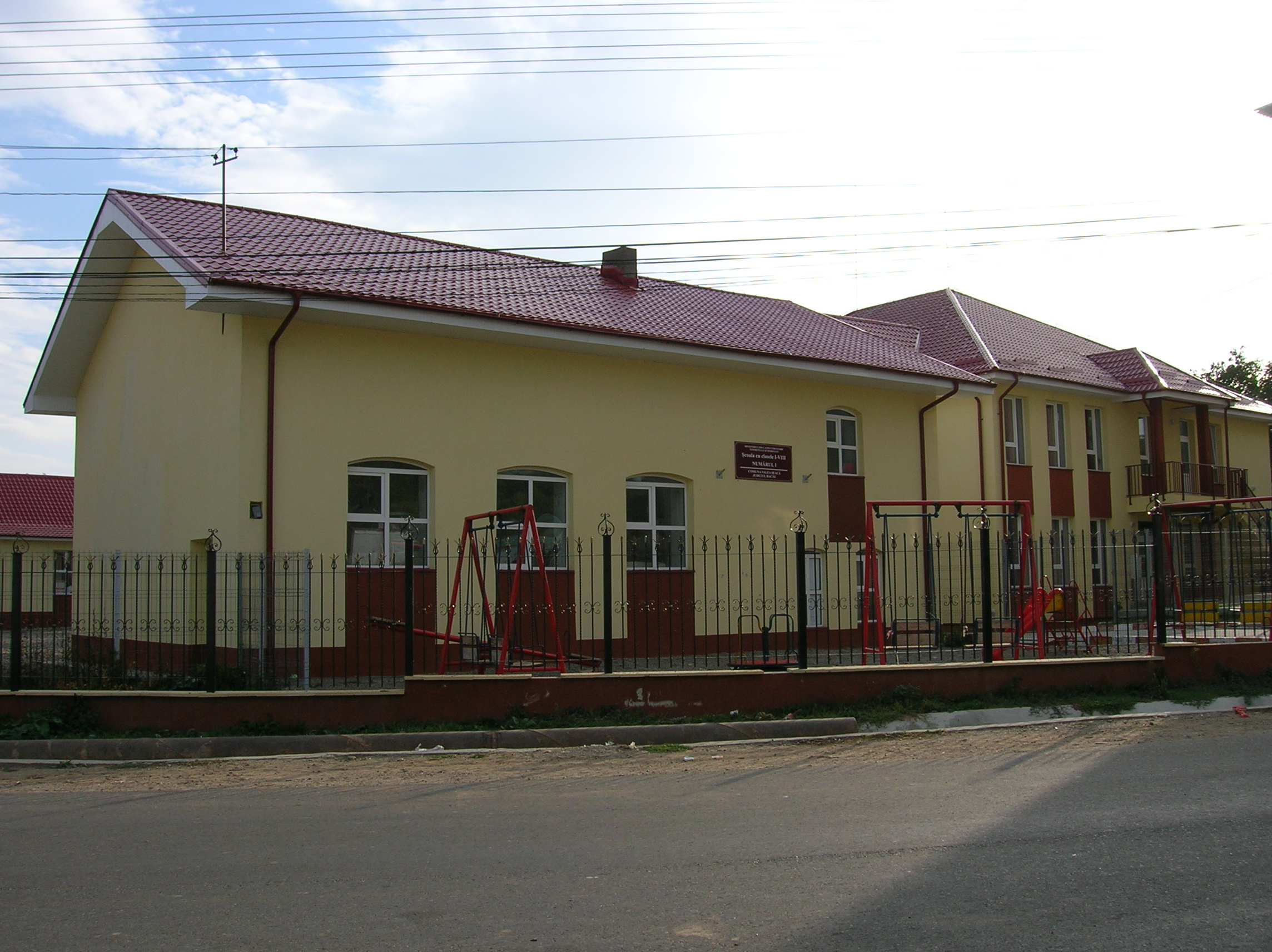
Școala cu clasele I-VIII Nr. 1 din satul Valea Seacă

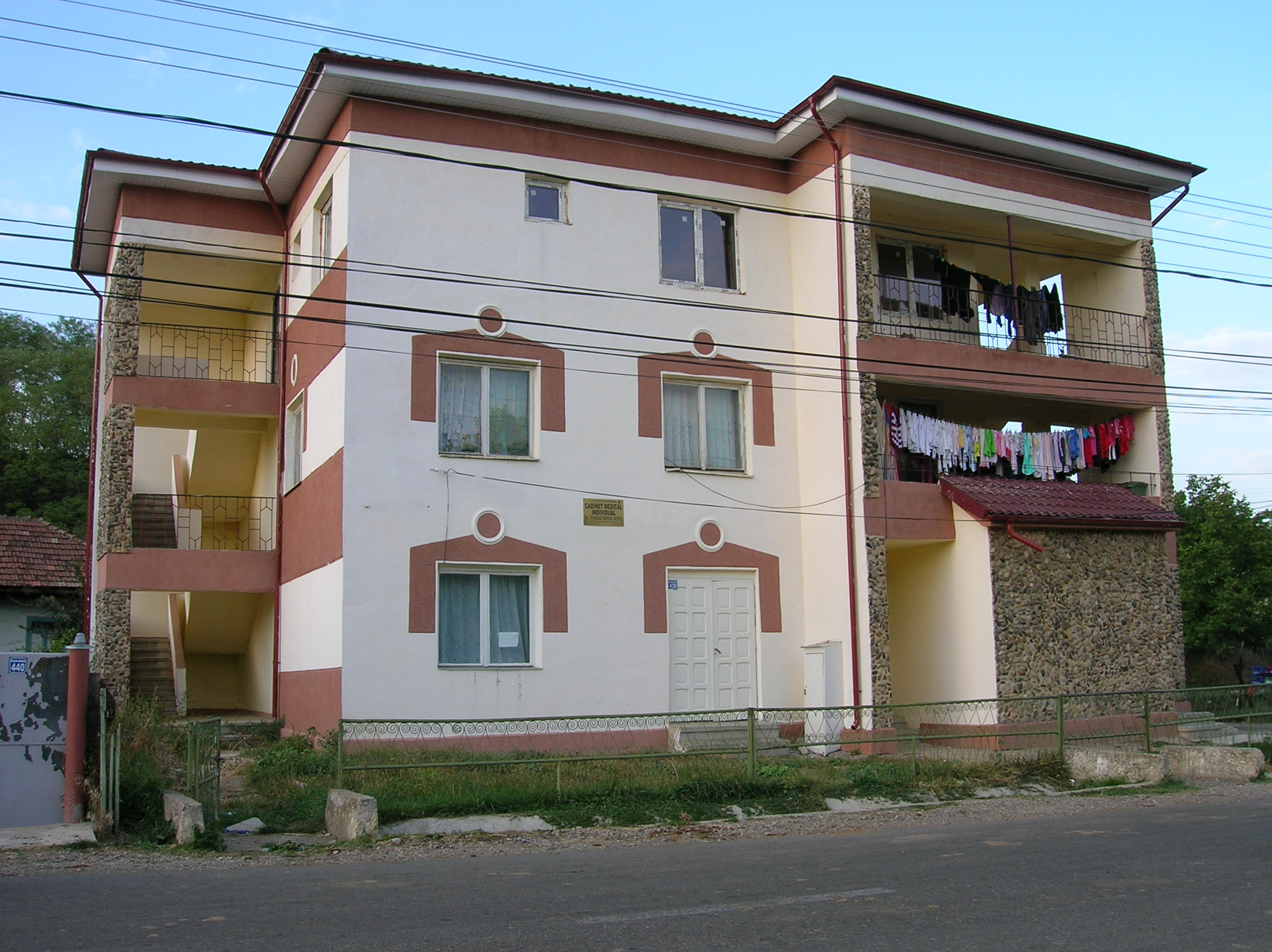
Dispensarul comunal din Valea Seacă

## Servicii sociale
În comuna Valea Seacă sunt patru școli, din care una în Valea Seacă cu clasele I-VIII și 3 cu clasele I-IV (Nr 2 - Mândrișca, Nr. 3 - Pălămida și Nr. 4 Cucova), patru grădinițe și două Cămine Culturale: unul în Valea Seacă - reabilitat și unul în Cucova.
Există un teren cu poziție centrală – la Școala Nr.1, pe care se pot desfășura manifestări sportive.
Există alimentare cu apă curentă și canalizare - pentru o parte din comună. Alimentarea cu apă este asigurată atât de către două sisteme centralizate pentru cele două sate, cât și parțial pentru o parte populației prin fântâni proprii, care în general sunt însă fără protecție sanitară și în perioadele secetoase rămân cu puțină apă sau seacă. Există un sistem centralizat de canalizare și de epurare a apelor uzate menajere provenite din gospodăriile populației, precum și o stație de epurare a apelor uzate. Acestea deservesc însă numai gospodăriile din localitatea Valea Seacă.
Alimentarea cu energie electrică se face din axul Bacău - Sascut, prin intermediul a patru posturi de transformare, din care trei de 100/75kva și unul pentru sistemul de irigații de 65 kva, iar alimentarea cu gaz metan prin puncte de desfacere și schimb ale SC Petrom din Valea Seacă și Cucova. Racordarea la rețeaua telefonică fixă este realizată prin centrale automate din Valea Seacă și Cucova .
Deșeurile menajere din gospodării sunt colectate și transportate săptămânal la groapa de gunoi Bălcescu, iar deșeurile biodegradabile precum și dejecțiile animaliere, sunt depuse în platforme proprii la nivelul gospodăriilor. În anul 2014 comuna nu dispunea de un sistem de colectare selectivă a deșeurilor.
Există un dispensar uman, un post de poliție comunitară și un Serviciu Voluntar pentru Situații de Urgență.
Localitățile comunei sunt deservite de 3 cimitire: 2 situate în satul Valea Seacă și unul în Cucova.
Codul Poștal al localității este 607660.

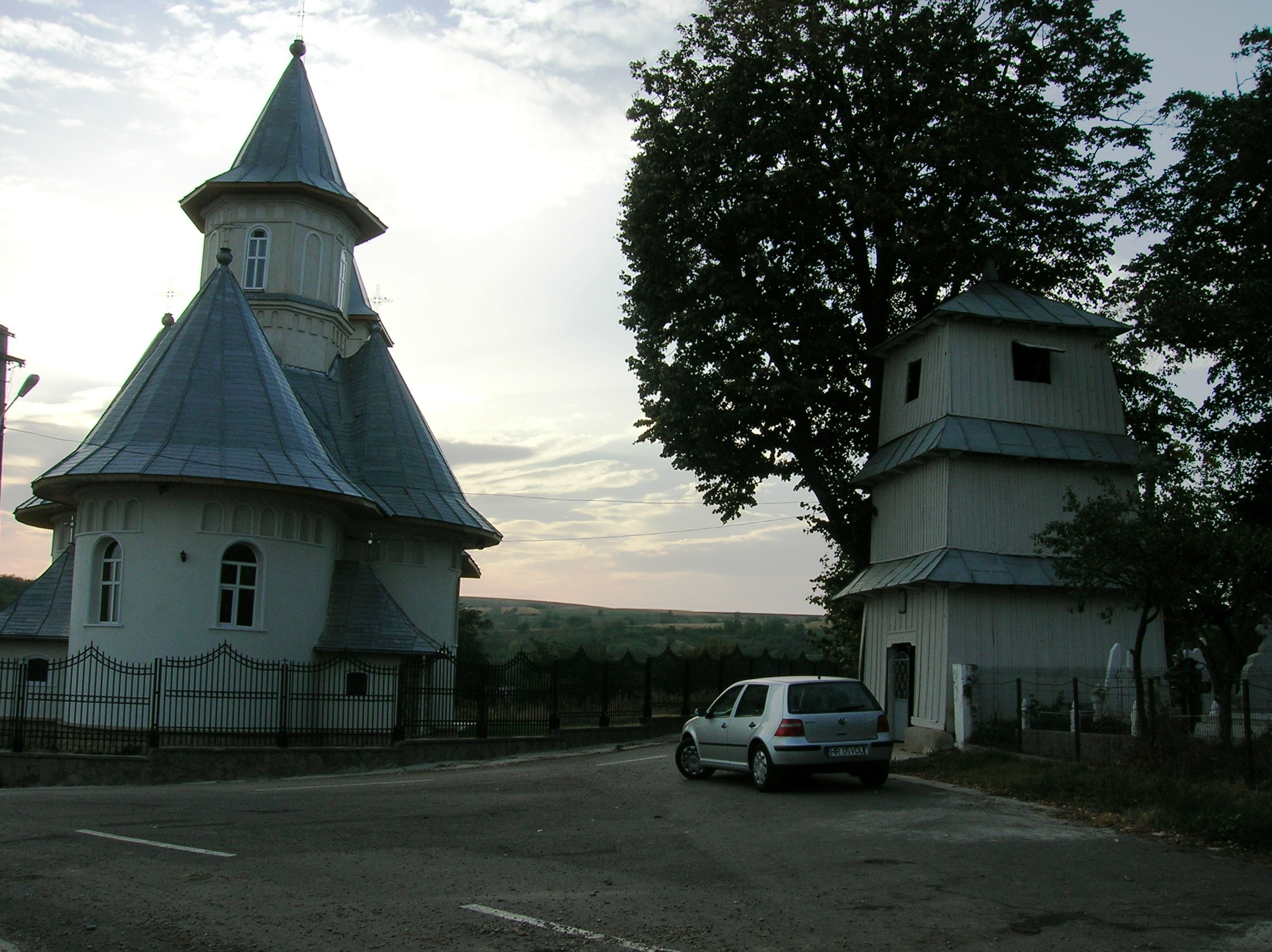
Biserica Adormirea Maicii Domnului și intrarea dinspre cimitir - satul Cucova

## Riscuri naturale și antropice
Pe teritoriul comunei există mai multe zone expuse la riscuri naturale, anume:
- două zone expuse la inundații, anume una în vestul localității Valea Seacă (cauza fiind revărsarea pârâului Valea Seacă) și una în Cucova (cauza fiind reprezentată de scurgerile torențiale de pe versanți)
- o zonă de risc în partea centrală localității Valea Seacă unde sunt alunecări de teren.

Fenomenele meteorologice de risc și cu un impact negativ care apar sunt:
- înghețul la sol care poate apărea primăvara târziu (în mai) și toamna timpuriu(în octombrie)
- seceta, frecventă, cu durată mai lungă și relativ accentuată în ultimul timp
- grindina, care de obicei apare odată cu ploaia torențială după o lungă perioadă de secetă

Comuna nu este situată într-o zonă cu risc de poluare atmosferică. De asemenea nu există factori care să determine poluări semnificative la nivelul solului.
Utilizarea nerațională a îngrășămintelor pe terenurile agricole, precum și deversările de ape uzate neepurate sau depozitarea deșeurilor menajere și activitățile zootehnice reprezintă surse potențiale de poluare a apelor subterane și de suprafață cu substanțe organice, compuși ai azotului, precum și surse de încărcare biologică.

## Repere locale

### Arhitecturale
Bisericile parohiale:
- Cea din Mândrișca are hramurile „Sf. Ierarh Nicolae” și „Sf. Mare Prooroc Prooroc Ilie Tesviteanul” și a fost construită între anii 1844 și 1852.[4]
- Cele din satul – originar – Valea Seacă sunt „Sfinții Arhangheli Mihail și Gavriil” - construită[3] în a doua jumătate a sec. al XIX-lea și „Sf. Nicolae” construită în jurul anului 1785[27].
- Cea actuală din Cucova cu hramul „Adormirea Maicii Domnului”, se află pe locul uneia mai vechi, care a fost demolată[5]. Noul lăcaș de cult este pictat în tehnica frescă de către pictorul Constantin Zafiu, fiind împodobit cu catapeteasmă și mobilier - sculptate din lemn de stejar[67]

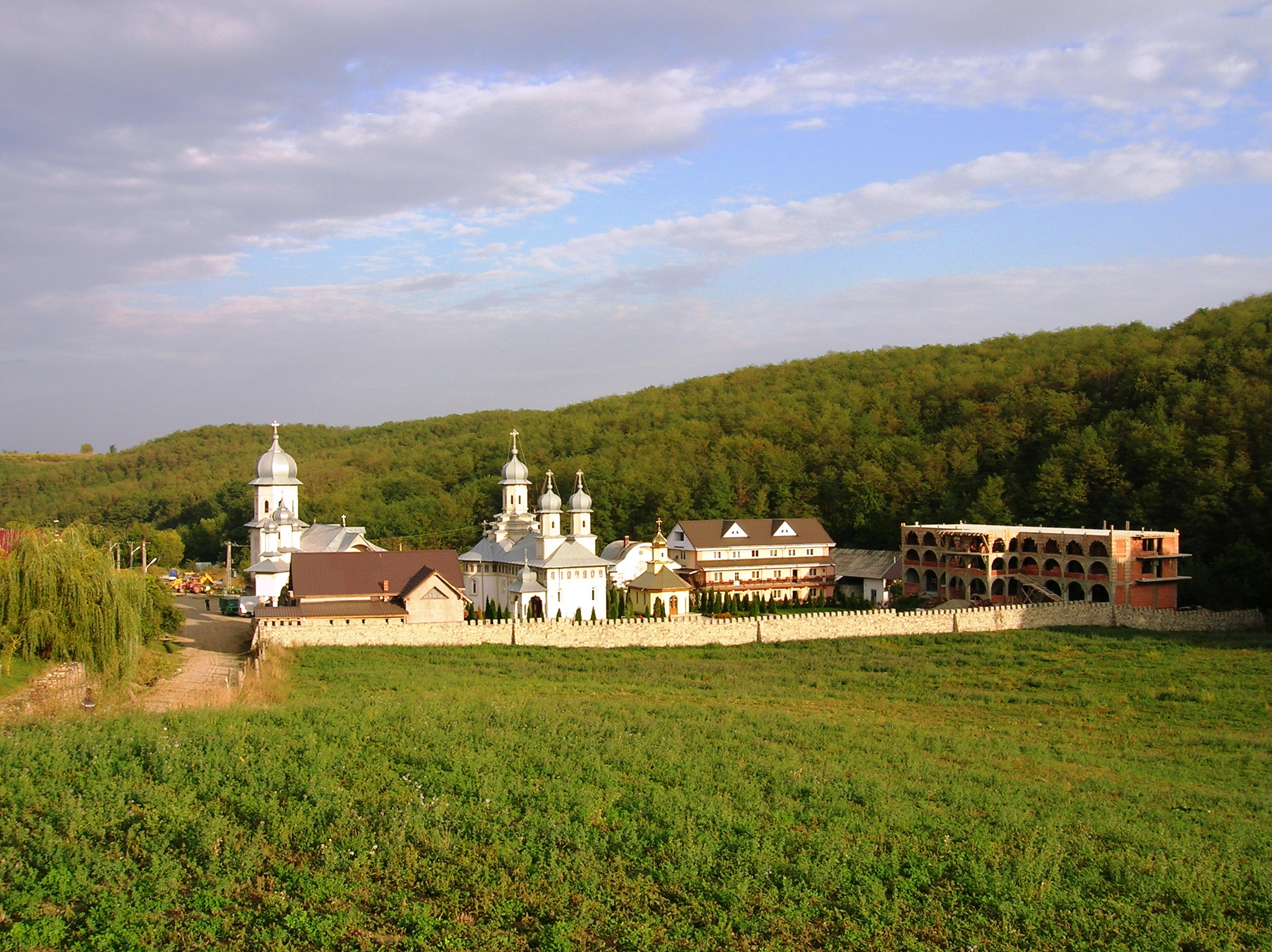
Mănăstirea „Sfânta Treime” (stil vechi) din satul Cucova

Mânăstirea pe stil vechi cu hramul mare Sfânta Treime și hramul mic Acoperământul Maicii Domnului, situată în satul Cucova.

### Monumente istorice
Două obiective din comuna Valea Seacă sunt incluse în lista monumentelor istorice din județul Bacău ca monumente de interes local, ambele fiind clasificate ca situri arheologice. Unul este necropola de la Valea Seacă aflată „la Țintirim” (la 350 m est de DN2), necropolă datând din Epoca Bronzului și aparținând culturii Monteoru, fazele Ic3–Ic2; celălalt este așezarea fortificată de pe dealul Titelca, datând din aceeași perioadă.

### Naturale

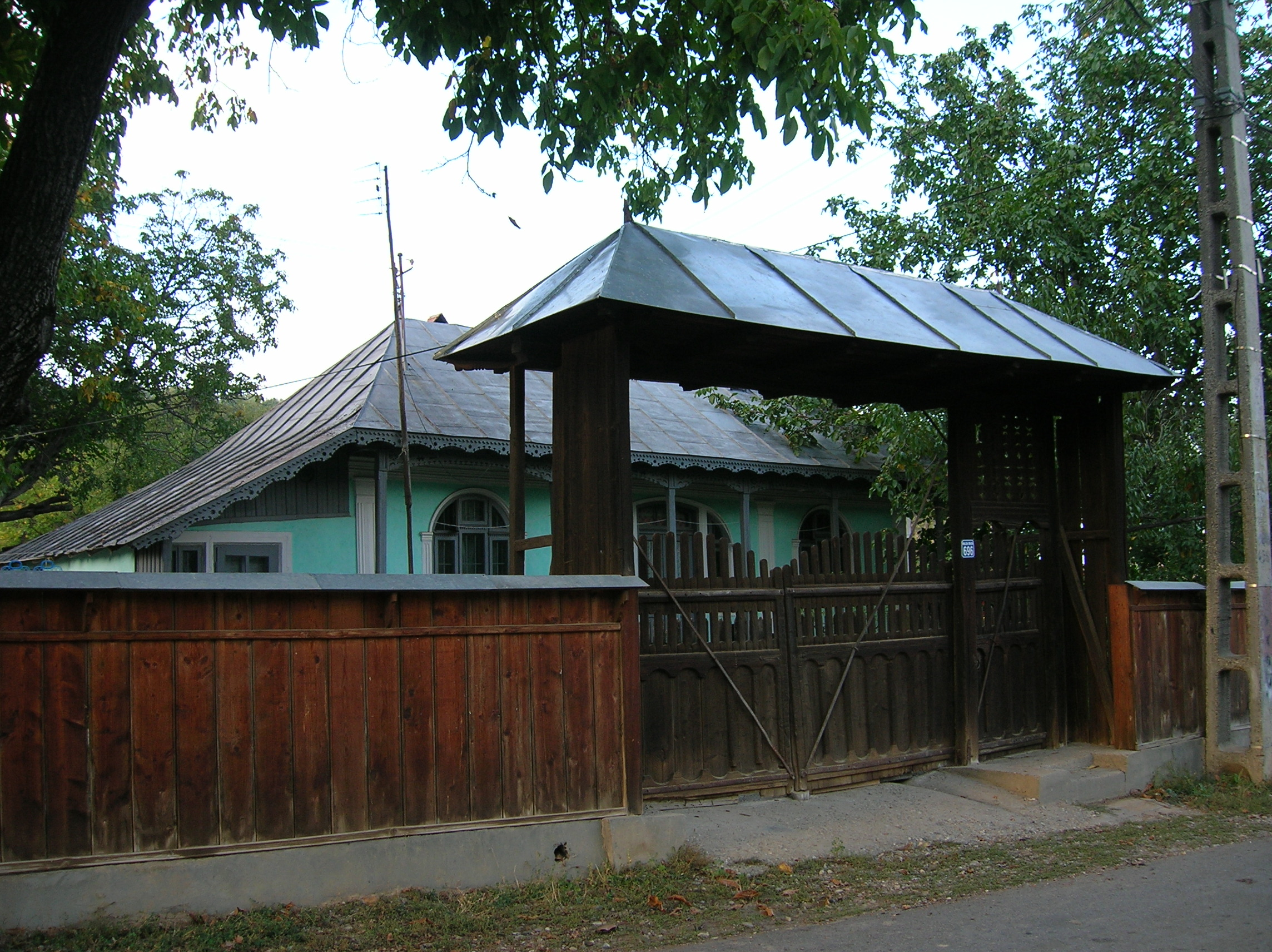
O casă tradițională din satul Valea Seacă

- Culmea Pietricica
- Lacul Berești

### Personalități locale
- Gheorghe Donici (n. 20 februarie 1849 – d. 23 noiembrie 1916, Robănești, jud. Dolj), boier moldovean și militar român participant la Războiul de Independență al României și Primul Război Mondial.[70]
- Profesor Dr. Mihai Isvoranu, șef al catedrei de Genetică, Universitatea de Medicină și Farmacie „Carol Davila” București[71]